# اضطرابات عضلية هيكلية

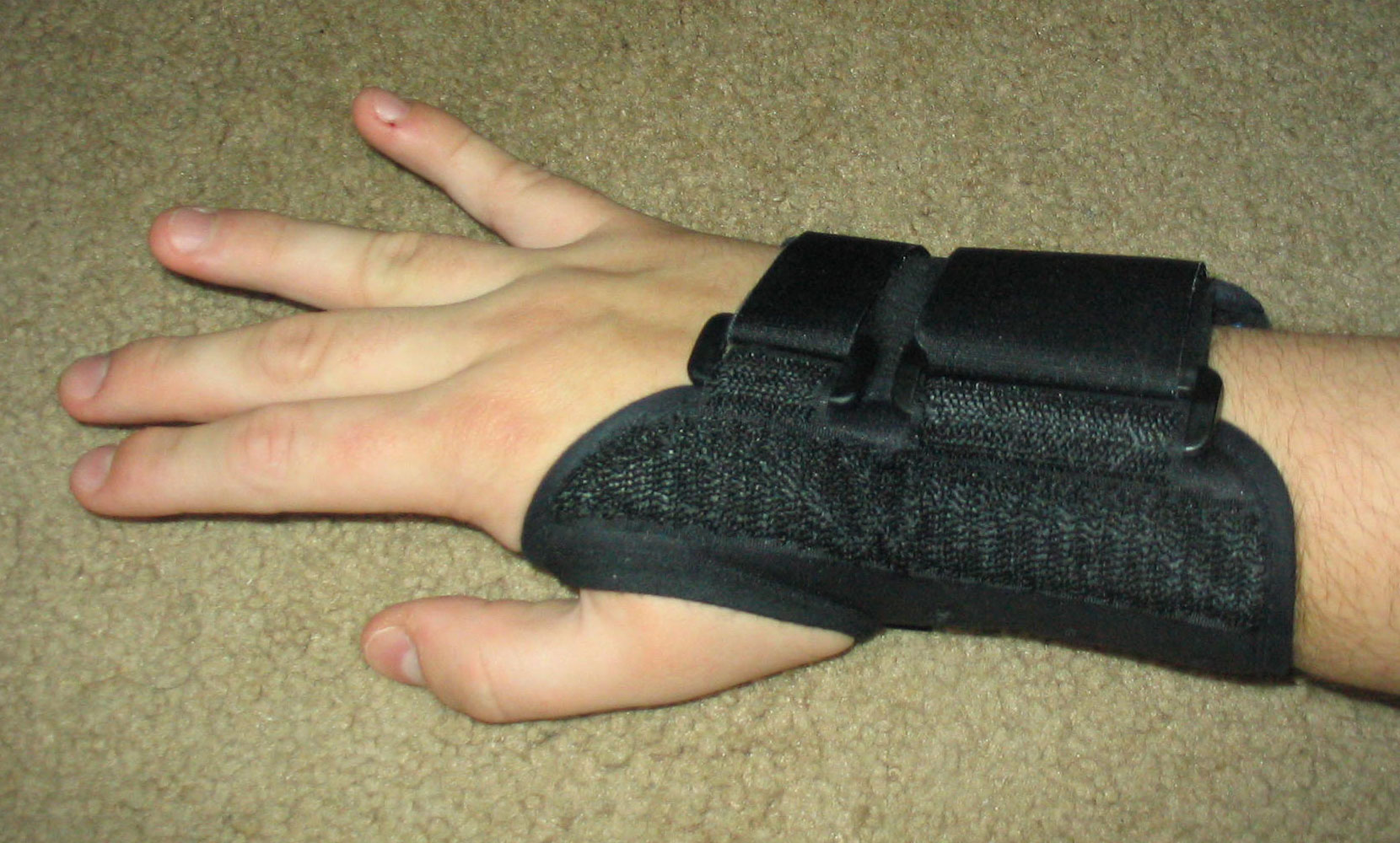
متلازمة النفق الرسغي هي اضطراب عضلي هيكلي، وغالبًا ما تعالج عن طريق الجبيرة.

قد تؤثر الاضطرابات العضلية الهيكلية (MSD) على العضلات والمفاصل والأوتار والأربطة والأعصاب. وتتطور معظم الاضطرابات العضلية الهيكلية المرتبطة بالعمل بمرور الوقت، وتحدث نتيجة للعمل نفسه أو بسبب البيئة التي يعمل فيها الموظف. كذلك، قد تحدث الاضطرابات العضلية الهيكلية في حياة المرضى خارج العمل إما أثناء ممارسة الرياضة، ولا سيما التنس (مرفق لاعب التنس)، أو أثناء عزف الموسيقى وخاصة العزف على الجيتار، أو أثناء ممارسة الهوايات مثل تتبع شجرة العائلة على الإنترنت. وقد تتفاقم هذه الحالات البعيدة عن العمل بسبب الأعمال اليومية. كما أنه من الممكن أن تحدث هذه الاضطرابات نتيجة للتعرض لكسر في حادثة ما. وتصيب الاضطرابات العضلية الهيكلية على وجه العموم الظهر والرقبة والكتفين والأطراف العلوية، وتصيب الأطراف السفلية في أحيان نادرة.
وتمثل المشكلات الصحية التي تتراوح من الشعور بالإرهاق والأوجاع والآلام الطفيفة إلى الحالات الطبية الأكثر خطورة التي تتطلب وقتًا
للإصابة بالاضطرابات العضلية الهيكلية أولوية لدى الاتحاد الأوروبي في إستراتيجيته المجتمعية. كما يعد تقليل الحمل العضلي الهيكلي في العمل جزءًا من معاهدة «أهداف لشبونة» التي تهدف إلي خلق «وظائف الجودة» من خلال:
- تمكين العمال من البقاء في الخدمة،
- والتأكد من أن العمل ومكان العمل مناسبان لمجموعة متنوعة من السكان.

## الأسباب
يمكن أن تنشأ الاضطرابات العضلية الهيكلية من تداخل العوامل المادية مع عوامل ملائَمة بيئة العمل للهندسة البشرية بالإضافة إلى العوامل النفسية والاجتماعية والمهنية.

### ميكانيكية حيوية
يتسبب الحمل الميكانيكي الحيوي (البيومكيانيكي) في الاضطرابات العضلية الهيكلية، يُعبِّر هذا الحمل عن مقدار القوة التي يجب تطبيقها للقيام بالمهام، ومدة القوة المطبَّقة، وتكرار تنفيذ المهام. يمكن أن تؤدي الأنشطة التي تتضمن أحمالًا ثقيلة إلى إصابة حادة، ولكن معظم حالات الإصابة بالاضطرابات العضلية الهيكلية المرتبطة بالعمل الوظيفي تنجم عن الحركات المتكررة أو تكون بسبب الحفاظ على وضع سكوني ثابت. حتى الأنشطة التي لا تتطلب الكثير من القوة يمكن أن تؤدي إلى تلف العضلات إذا تكررت الحركة بما فيه الكفاية على فترات قصيرة. تتضمن عوامل خطر الاضطراب العضلي الهيكلي القيام بمهام تحتاج إلى القوة الشديدة أو التكرار أو الحفاظ على وضعية جسدية تستند بشكل أكثر على جزءٍ محددٍ من الجسد. ما يثير القلق بشكل خاص هو الجمع بين الحمل الثقيل مع التكرار. على الرغم من أن الوضعية الجسدية المربكة الناتجة عن ضعف تناسق النشاط العضلي غالباً تكون سببًا في آلام أسفل الظهر، لكن المراجعة العامة للأبحاث فشلت في إيجاد علاقة ثابتة.

### فروقات فردية
يختلف الناس في ميلهم للإصابة بالاضطرابات العضلية الهيكلية. الجنس هو أحد العوامل المؤثرة، إذ يرتفع معدل الإصابة بالاضطرابات العضلية الهيكلية لدى النساء أكثر من الرجال. تُعد السمنة أيضًا عاملًا مؤثرًا، إذ يمتلك الذين يعانون من زيادة الوزن احتمالًا أعلى للإصابة بالاضطرابات العضلية الهيكلية، وخاصة تلك التي في أسفل الظهر.

### نفسية
هناك إجماع متزايد على أن العوامل النفسية والاجتماعية هي سبب آخر لبعض الاضطرابات العضلية الهيكلية التي تصيب الرجال والنساء. تشمل بعض نظريات هذه العلاقة السببية التي وجدها العديد من الباحثين زيادة الشد العضلي، وزيادة ضغط الدم والسوائل، وانخفاض النمو، وتقليل حساسية الألم، وتوسع بؤبؤ العين، وبقاء الجسم في حالةٍ من الحساسية المرتفعة. على الرغم من عدم وجود توافق في الآراء في هذا الوقت، فقد وُجِد أن بعض الضغوطات في مكان العمل تتعلق بالاضطراب العضلي الهيكلي في مكان العمل بما في ذلك متطلبات العمل المرتفعة، والدعم الاجتماعي المنخفض، والإجهاد الوظيفي العام. حدد الباحثون باستمرار العلاقات السببية بين عدم الرضا الوظيفي والاضطرابات العضلية الهيكلية. على سبيل المثال، يمكن لتحسين الرضا الوظيفي أن يقلل من 17 إلى 69 في المئة من اضطرابات الظهر المرتبطة بالعمل، ويمكن أن يؤدي تحسين السيطرة الوظيفية إلى تقليل 37-84 في المئة من اضطرابات الرسغ المرتبطة بالعمل.

### مهنية
لأن العمال يحافظون على نفس الوضعية خلال أيام العمل الطويلة وغالبًا لعدة سنوات، فحتى الوضعيات الجسدية الطبيعية مثل الوقوف يمكن أن تؤدي إلى الإصابة بالاضطرابات العضلية الهيكلية مثل آلام أسفل الظهر. تساهم الوضعيات الجسدية التي تكون أقل طبيعيةً، مثل التواء الجزء العلوي من الجسد أو توتره، عادة في الإصابة بالاضطرابات العضلية الهيكلية بسبب الحمل الميكانيكي الحيوي غير الطبيعي لهذه الوضعيات. هناك أدلة على أن الوضعية الجسدية تساهم أيضًا في الإصابة بالاضطرابات العضلية الهيكلية في العنق والكتف والظهر. تعتبر الحركة المتكررة أحد عوامل الخطر الأخرى التي تزيد من احتمالية الإصابة بالاضطرابات العضلية الهيكلية ذات السبب الوظيفي لأن العمال قد يفعلون الحركات ذاتها بشكل متكرر على مدار فترات زمنية طويلة (مثل الكتابة التي تؤدي إلى متلازمة النفق الرسغي، ورفع الأشياء الثقيلة الذي يؤدي إلى الفتوق والانزلاقات الغضروفية)، والتي يمكن أن تزيد الحمل على المفاصل والعضلات المشاركة في الحركة المعنية. يُعد العمال الذين يقومون بحركات متكررة بوتيرة عالية من العمل مع القليل من وقت الراحة والعمال والذين لديهم سيطرة ضئيلة أو معدومة على توقيت الحركات (مثل العاملين على خطوط التجميع) أيضًا عرضة للإصابة بالاضطرابات العضلية الهيكلية بسبب طبيعة الحركة في عملهم. يمكن أيضًا ربط القوة اللازمة لأداء الأعمال أثناء العمل بزيادة مخاطر الإصابة بالاضطرابات العضلية الهيكلية عند العمال، لأن الحركات التي تتطلب مزيدًا من القوة قد تؤدي إلى إجهاد العضلات بشكل أسرع ما قد يؤدي إلى الإصابة و/ أو الألم. بالإضافة إلى ذلك، يمكن أن يؤثر التعرض للاهتزاز (الذي يواجهه سائقو الشاحنات أو عمال البناء، على سبيل المثال) ودرجات الحرارة الشديدة أو البرودة الشديدة على قدرة العامل على تقدير مدى القوة وشدتها، ما قد يؤدي إلى إصابته بالاضطرابات العضلية الهيكلية. يرتبط التعرض للاهتزاز أيضًا بمتلازمة اهتزاز الذراع واليد، والتي تظهر عليها أعراض نقص وصول الدم للأصابع، وضغط الأعصاب، والخَدر، و/أو التنميل.

## التشخيص
يستند تقييم الاضطرابات العضلية الهيكلية إلى المعلومات التي يقولها المريض عن الأعراض والألم وكذلك الفحص البدني من قبل الطبيب. يعتمد الأطباء على التاريخ الطبي والمخاطر الترفيهية والمهنية وشدة الألم والفحص البدني لتحديد مصدر الألم وأحيانًا الفحوصات المخبرية أو الأشعة السينية أو التصوير بالرنين المغناطيسي. يبحث الأطباء عن معايير محددة لتشخيص كل اضطراب عضلي هيكلي بشكل منفصل، استنادًا إلى موقع الألم ونوعه وشدته، وكذلك نوع الحركة المقيدة أو المؤلمة التي يعاني منها المريض. أحد المقاييس الشائعة للاضطرابات العضلية الهيكلية هو استبيان بلدان الشمال الأوروبي الذي يحتوي على صورة للجسم مع مناطق مختلفة تحمل علامات ويطلب الاستبيان من الفرد الإشارة إلى المناطق التي يعاني فيها من الألم، وفي أي المناطق يتداخل الألم مع النشاط الطبيعي.

## الوقاية
تعتمد الوقاية من الاضطرابات العضلية الهيكلية على تحديد عوامل الخطر، إما عن طريق المعلومات التي يعطيها المريض، أو الملاحظة بناءً على الوظيفة، أو قياس الوضعية الجسدية التي قد تؤدي إلى الاضطرابات العضلية الهيكلية. بمجرد تحديد عوامل الخطر، هناك العديد من أساليب التدخل التي يمكن استخدامها لمنع الإصابة بالاضطرابات العضلية الهيكلية. غالبًا يكون هدف جهود الوقاية من الاضطراب العضلي الهيكلي هو مكان العمل من أجل تحديد معدلات الإصابة بالاضطرابات بالإضافة إلى التعرض لظروف غير آمنة.

## وصلات خارجية
- Musculoskeletal disorders Single Entry Point الوكالة الأوروبية للسلامة والصحة في العمل - OSHA
- Good Practices to prevent Musculoskeletal disorders الوكالة الأوروبية للسلامة والصحة في العمل - OSHA
- Musculoskeletal disorders homepage Health and Safety Executive - HSE
- Hazards and risks associated with manual handling of loads in the workplace الوكالة الأوروبية للسلامة والصحة في العمل - OSHA
- CDC - Ergonomics and Musculoskeletal Disorders المعهد الوطني للسلامة والصحة المهنية - NIOSH